# مانشوكو
مثلت مانشوكو (بالصينية: 满洲 国، باليابانية: 满洲 国) دولة منشوريا رسميًا قبل عام 1934وإمبراطورية منشوريا بعد عام 1934، كانت دولةً دميةً لإمبراطورية اليابان في شمال شرق الصين ومنغوليا الداخلية منذ عام 1932 وحتى عام 1945. تأسست مانشوكو في عام 1932 بعد الغزو الياباني لمنشوريا، وأصبحت ملكيةً دستوريةً في عام 1934. حصلت مانشوكو على اعتراف دبلوماسي محدود في ظل سيطرة اليابان الفعلية عليها.
كانت المنطقة موطنًا لقومية المانشو، بما في ذلك سلالة تشينغ الحاكمة. استولت اليابان على المنطقة في عام 1931 في أعقاب حادثة موكدين. نُصبت حكومة موالية لليابان بعد عام واحد من ذلك، مع تنصيب بوئي -آخر إمبراطور من سلالة تشينغ- الوصي الاسمي على تلك المنطقة وإمبراطورها لاحقًا. حُلت حكومة مانشوكو في عام 1945 بعد استسلام الإمبراطورية اليابانية في نهاية الحرب العالمية الثانية. استولى السوفييت على الأراضي التي طالبت بها مانشوكو لأول مرة خلال الغزو السوفيتي لمنشوريا في أغسطس من عام 1945، ونُقلت رسميًا إلى الإدارة الصينية في العام التالي.
شكلت قومية المانشو أقليةً في مانشوكو، في حين كانت مجموعة هان الصينية أكبر المجموعات الإثنية فيها. ازداد عدد السكان الكوريين خلال فترة وجود مانشوكو، وقد عاش فيها يابانيون، ومنغول، ومهاجرون بيض، وأقليات أخرى أيضًا. حُكمت المناطق المنغولية في غرب مانشوكو من خلال نظام مختلف قليلاً فيما يتعلق بالاعتراف بالتقاليد المنغولية هناك. استمر الطرف الجنوبي من شبه جزيرة لياودونغ (ما يُعرف اليوم باسم داليان) في الخضوع لحكم اليابان المباشر باعتباره إقليم كوانتونغ المستأجر.

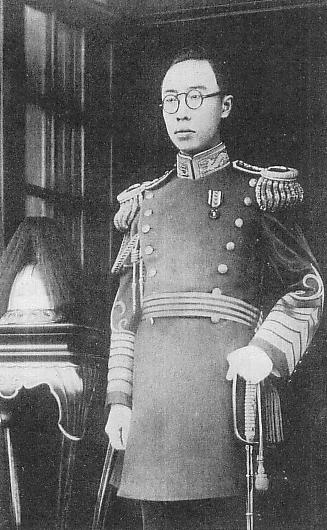
الإمبراطور بوئي, إمبراطور مانشوريا.

## خلفية تاريخية

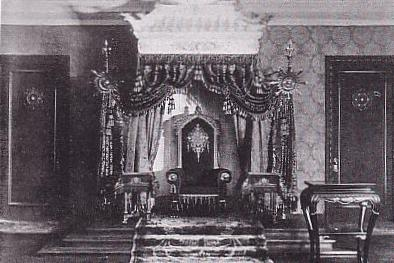
عرش إمبراطور مانشوريا

كانت مانشوريا جزئاً من الصين خلال العديد من السلالات الصينية مثل التشينغ والشون والمنج. ومع ضعف قوة الدولة في بكين في نهاية عصر سلالة تشينغ، أستقلت العديد من المناطق النائية (مثل كاشچار) أو سقطت تحت سيطرة القوى الإمبريالية. في القرن التاسع عشر، كانت روسيا الإمبراطورية أكثر اهتماما بالأراضي الشمالية لإمبراطورية تشينغ. في عام 1858، تمكنت روسيا من السيطرة على مساحات شاسعة من الأراضي تسمى «مانشوريا الخارجية» وذلك بفضل المعاهدة بين بكين التي أنهت حرب الأفيون الثانية. لكن الأمبراطورية الروسيا لم تكن راضية، فمع إستمرار ضعف سلالة التشينغ، بذلت روسيا جهوداً إضافية للسيطرة على بقية مانشوريا. كانت شركة «منشوريا الداخلية» تحت التأثير الروسي القوي في تسعينيات القرن التاسع عشر مع بناء السكك حديد الصين الشرقية من خلال مدينة «هاربن» إلى «فلاديفوستوك».
كنتيجة مباشرة للحرب الروسية اليابانية (1904 - 1905)، حل التأثير الياباني محل روسيا في منشوريا الداخلية. خلال الحرب مع روسيا، حشدت اليابان مليون جندي للقتال في منشوريا، وهذا يعني أن واحدة من كل ثماني عائلات في اليابان كان لديها عضو يقاتل في الحرب. خلال الحرب الروسية اليابانية، كانت الخسائر كبيرة مع خسارة اليابان لنصف مليون من القتلى أو الجرحى. ومنذ الحرب الروسية اليابانية، أصبح العديد من اليابانيين لديهم موقف «ملكي» تجاه منشوريا، معتبرين أن الأرض التي فقد فيها الكثير من الدم الياباني بطريقة ما أصبحت الآن مملوكة لهم. في عام 1906، أنشأت اليابان سكة حديد جنوب منشوريا إلى ميناء آرثر (اليابانية: ريوچن). وبموجب شروط معاهدة «بورتسموث»، أصبح لجيش الكوانتونج اليابانى الحق في احتلال جنوب منشوريا بينما تقع المنطقة في دائرة النفوذ الاقتصادي الياباني. كان لدى شركة جنوب مانشوريا للسكك الحديدية المملوكة لليابان رأسمال سوقي يبلغ 200 مليون ين، مما جعلها أكبر شركة في آسيا، والتي تجاوزت مجرد تشغيل شبكة السكك الحديد الروسية السابقة في جنوب منشوريا إلي امتلاك الموانئ والمناجم والفنادق وخطوط الهاتف وشركات أخرى، التي تسيطر على اقتصاد منشوريا. مع نمو شركة جنوب مانشوريا للسكك الحديدية، إرتفع عدد اليابانيين الذين يعيشون في منشوريا من 16,612 مدني ياباني في عام 1906 إلى 233,749 في عام 1930. كان غالبية الموظفين ذوي الياقات الزرقاء من الصينيين، وكان الموظفون اليابانيون معظمهم من ذوي الياقات البيضاء، مما يعني أن معظم اليابانيين الذين يعيشون في منشوريا كانوا من الطبقة المتوسطة الذين كانوا يعتبرون أنفسهم نخبة. بين الحرب العالمية الأولى والحرب العالمية الثانية أصبحت مانشوريا ساحة معركة سياسية وعسكرية بين روسيا واليابان والصين. إحتلت اليابان مانشوريا الخارجية كنتيجة للفوضى التي أعقبت الثورة الروسية عام 1917. أجبرت مجموعة من الحملات السوفيتية العسكرية الناجحة والضغوط الاقتصادية الأمريكية اليابانيين على الانسحاب من المنطقة، مما أعاد مانشوريا الخارجية إلى السيطرة السوفيتية بحلول عام 1925.

## الإقتصاد

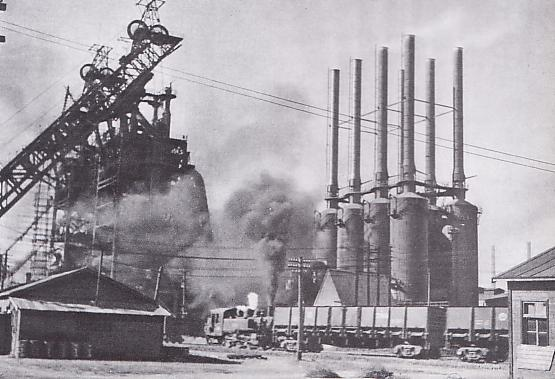
مصنع شووا لإنتاج الحديد في بداية الأربعينيات

شهدت مانشوكو نموًا اقتصاديًا سريعًا وازهارًا في أنظمتها الاجتماعية. بدأ الجيش الياباني في عشرينيات القرن العشرين –متأثرًا بنظريات الفيرشتات (قوة الدفاع) الشهيرة في الرايخويهر- في الدفاع عن نسختهم الخاصة من الفيرشتات «قوة الدفاع الوطني» الشمولية التي من شأنها تعبئة المجتمع بأكمله للحرب خلال وقت السلم. مثّل التأثير الإضافي على مدرسة «الحرب الشاملة» اليابانية -والتي مالت إلى مناهضة الرأسمالية بشدة- الخطة الخمسية الأولى في الاتحاد السوفيتي، والتي قدمت بدورها مثالاً على النمو الصناعي السريع الذي تحقق بدون الرأسمالية. تمثلت غاية جيش كوانتونغ من احتلال منشوريا في عام 1931 في استخدامها كمكان اختبار لإنشاء نظام اقتصادي يستهدف «قوة الدفاع الوطني»؛ عرضت منشوريا المستعمَرة تقديم إمكانيات للجيش بهدف إجراء تغييرات اقتصادية جذرية لم تكن ممكنة في اليابان. عزم الجيش منذ البداية على تحويل مانشوكو إلى المركز الصناعي للإمبراطورية، ورعى الجيش منذ عام 1932 سياسة التصنيع القسري التي صُممت بشكل مشابه للغاية للخطة الخمسية في الاتحاد السوفيتي. استُبعدت زايباتسو من مانشوكو، وبنت الشركات التي يملكها الجيش جميع معامل الصناعات الثقيلة وملكتها، عاكسين بهذه الحركة الكره الشديد للرأسمالية. حصل تغيير في عام 1935 مع تعيين «البيروقراطي الإصلاحي» نوبوسوكه كيشي نائبًا لوزير التنمية الصناعية. أقنع كيشي الجيش بالسماح لزايباتسو بالاستثمار في مانشوكو، بحجة أن تكليف الدولة بتنفيذ التصنيع الكامل في مانشوكو يكبد الدولة الكثير من المال. كان كيشي رائدًا في نظام «سيطرة الدولة»، إذ طور البيروقراطيون أمثاله خططًا اقتصاديةً مشابهة، وتوجب على زايباتسو تنفيذها بعد ذلك. نجح كيشي في حشد رأس المال الخاص ضمن اقتصاد توجهه الدولة بشكل رئيسي، وذلك لتحقيق هدفه المتمثل في زيادة الإنتاج الصناعي بشكل كبير مع عدم المبالاة على الإطلاق تجاه العمال الصينيين المستغَلين الذين يكدحون في مصانع مانشوكو؛ وصف المؤرخ الأمريكي مارك دريسكول نظام كيشي بأنه نظام «غير سياسي»، إذ كان العمال الصينيون يُعاملون حرفيًا على أنهم عبيد مجردين من إنسانيتهم داخل آلة صناعية ضخمة. كان النظام الذي ابتكره كيشي في منشوريا للاقتصاد الذي توجهه الدولة -حيث نفذت الشركات استثماراتها بناءً على أوامر حكومية-  بمثابة نموذج لتطور اليابان بعد عام 1945، وإن لم يكن بنفس مستوى الاستغلال الوحشي كما في مانشوكو. أصبح نظام مانشوكو الصناعي من بين الأنظمة الأكثر تقدمًا بحلول ثلاثينيات القرن العشرين، ما جعلها واحدةً من القوى الصناعية الرئيسية في المنطقة. تجاوز إنتاج الفولاذ في مانشوكو إنتاج اليابان مع نهاية ثلاثينيات القرن العشرين. أُحدثت العديد من مدن منشوريا خلال حقبة وجود مانشوكو. ومع ذلك، خضع معظم اقتصاد البلاد للمصالح اليابانية، كما تدفقت المواد الخام إلى اليابان خلال الحرب لدعم المجهود الحربي. سُلبت الأراضي التقليدية وأُعيد توزيعها على المزارعين اليابانيين، مع إعادة توطين المزارعين المحليين وإجبارهم على العمل ضمن وحدات زراعية جماعية على مساحات أصغر من الأراضي.

## النقل
بنى اليابانيون نظام سكك حديدية فعالًا ومثيرًا للإعجاب، ما يزال يعمل بشكل جيد حتى يومنا هذا. عُرفت الشركة الكبيرة -المعروفة باسم سكة حديد جنوب منشوريا أو مانتيتسو- بامتلاكها حصصًا كبيرةً في العديد من المشاريع الصناعية في جميع أنحاء المنطقة. كان أعضاء مانتيتسو فعالين في تهدئة الصين المحتلة خلال الحرب العالمية الثانية. ومع ذلك، امتلكت سكة حديد مانشوكو الوطنية معظم خطوط السكك الحديدية في مانشوكو، وعلى الرغم من استقلالها من الناحية النظرية، أدارت مانتيتسو هذه الخطوط وشغلتها بالكامل.

## الوضع العسكري

### جرائم الحرب في مانشوكو
حشد جيش كوانتونغ أكثر من 10 ملايين مدني صيني للعمل بالسخرة في مانشوكو تحت إشراف مجلس تنمية شرق آسيا، وذلك وفقًا لدراسة مشتركة أجراها المؤرخون جوفين شو، وميتسويوشي هيميتا، وتورو كوبو، ومارك بيتي.
غالبًا ما عانى العمال الصينيون العبيد من المرض بسبب العمل اليدوي الكثيف. دُفع بعض العمال المصابين بأمراض خطيرة مباشرةً إلى مقابر جماعية من أجل تجنب النفقات الطبية. حدثت إحدى أخطر كوارث المناجم في العالم في منجم بينكشو، في مانشوكو.
اختبرت الوحدة 731 سيئة السمعة الأسلحة البكتريولوجية على البشر بالقرب من هاربن في بينينهي بين عامي 1932 و1936، وفي بينغفانغ حتى عام 1945. شُرح الضحايا–وكان معظمهم من الصينيين والروس والكوريين- وهم على قيد الحياة، وفي بعض الأحيان لم يُستعمل التخدير.